# Vallée Imperial
La vallée Imperial, en anglais Imperial Valley, parfois appelée vallée du lithium est une vaste plaine agricole californienne (openfields) alimentée par de nombreux canaux d'irrigation, eux-mêmes alimentés par le fleuve Salton.

## Géographie
Il s'agit d'une région aride, qui fait partie du désert du Colorado. La vallée Imperial reçoit 76 mm de pluie par an et la température moyenne annuelle est de 22 °C. Elle est en partie occupée par la mer de Salton, le plus grand lac de Californie. Elle se trouve dans le comté d'Imperial. Les densités humaines sont faibles et se concentrent dans les villes d'El Centro, Calexico et Brawley.

## Histoire
L'explorateur espagnol Melchior Díaz fut l'un des premiers Européens à visiter la région en 1540 avec Hernando de Alarcon. Aidé de son lieutenant Juan de Zaldívar, il avait été envoyé en éclaireur dans la région à partir du 17 novembre 1539 pour confirmer les explorations du franciscain Marcos de Niza. La vallée doit son nom à l'Imperial Land Company, succursale de la California Development Company crée en mars 1900 pour la mise en culture des terres arides du sud de la Sierra Nevada, le tout à partir d'importants canaux d'irrigation et en exploitant le Desert Land Act de 1877.

## Économie
La saison végétative dure toute 1 an, si bien que la Vallée impériale produit des fruits et légumes de contre-saison. Les principales productions sont le coton, des céréales et des primeurs. L'autre source de revenu de la région est le tourisme : de nombreux visiteurs viennent admirer la mer de Salton et les Dunes Algodones. L'autre curiosité du secteur est la New River, qui coule du sud vers le nord et se jette dans la mer de Salton. La vallée Imperial est traversée par l'Interstate 8, et par plusieurs autoroutes.

## Dans la culture
Les films Independence Day (1996) et Jarhead : La Fin de l'innocence (Jarhead, 2005) ont été en partie tournés dans la région.

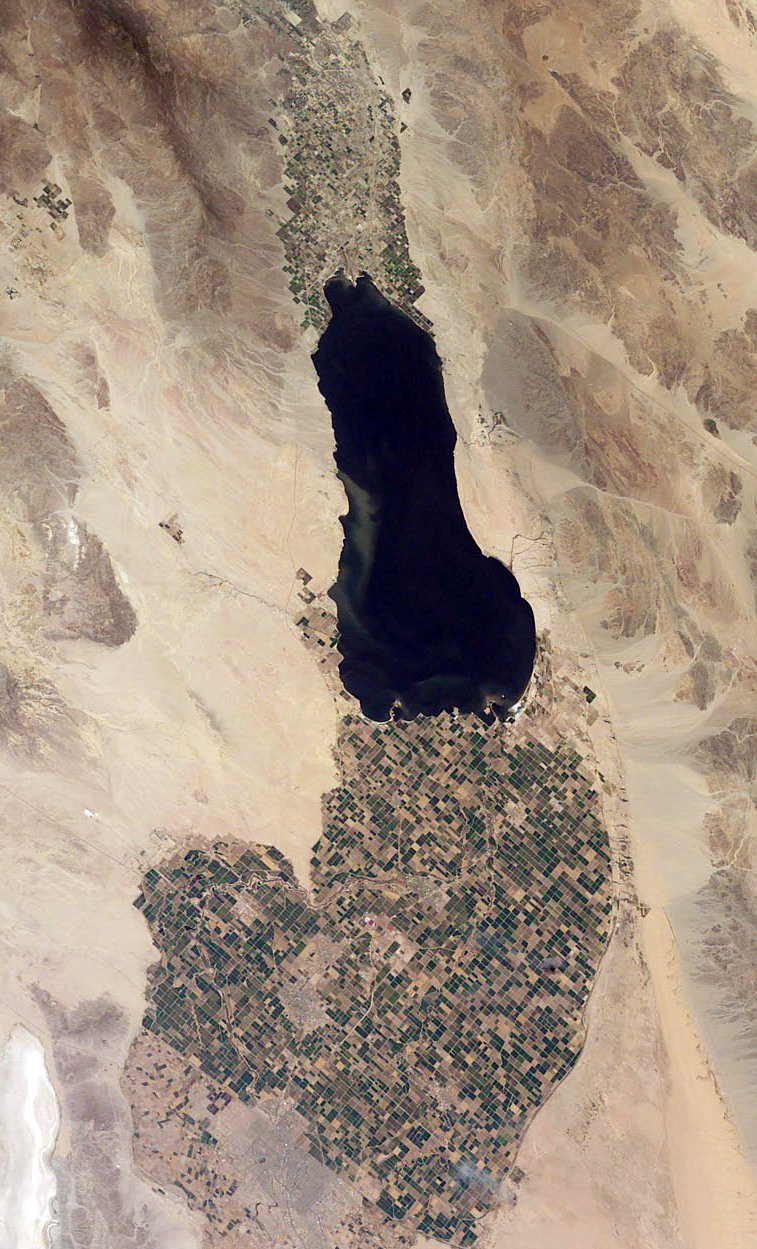
La vallée Imperial et la mer de Salton, vues de l'espace.
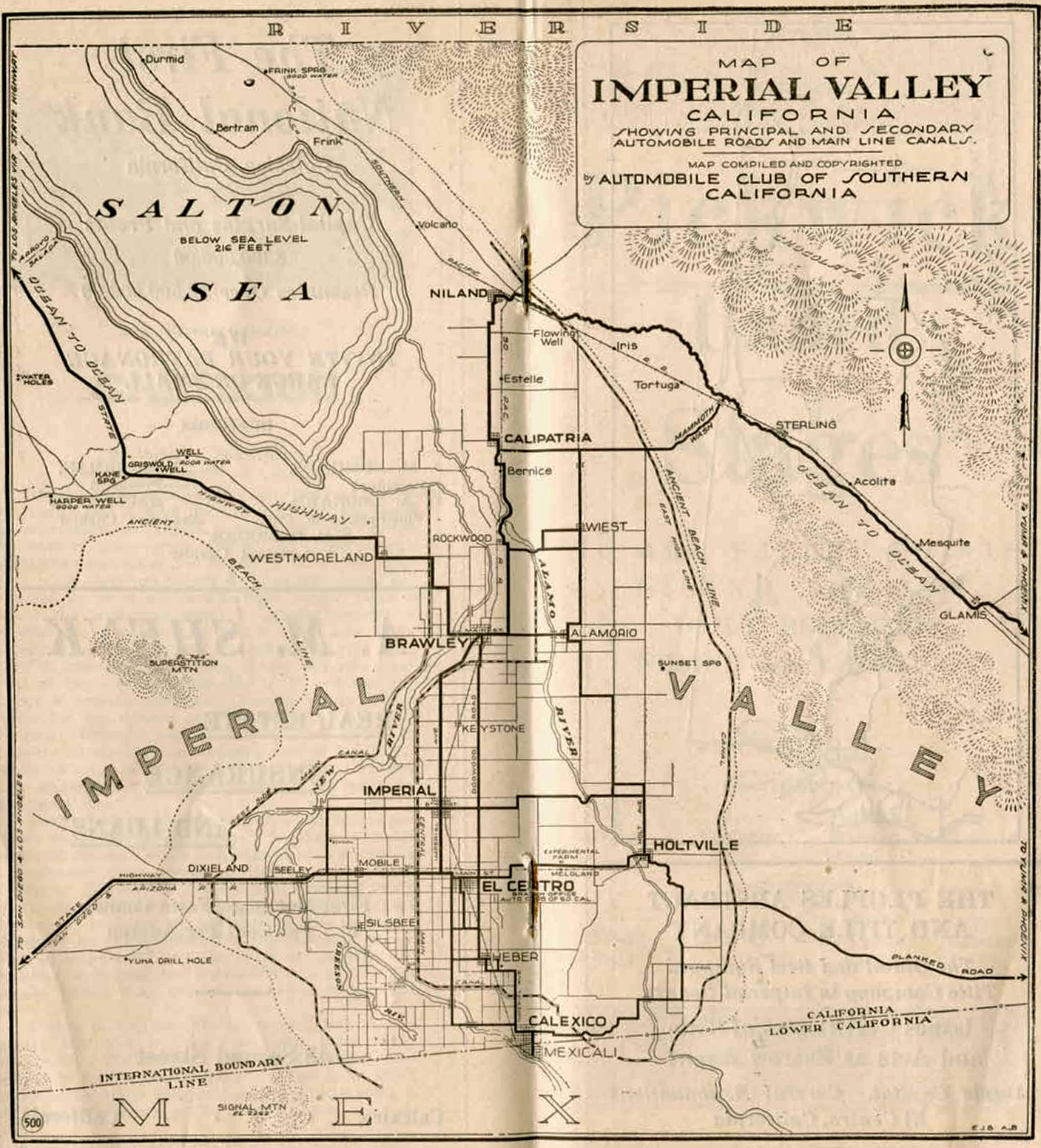
Carte de la région vers 1915.
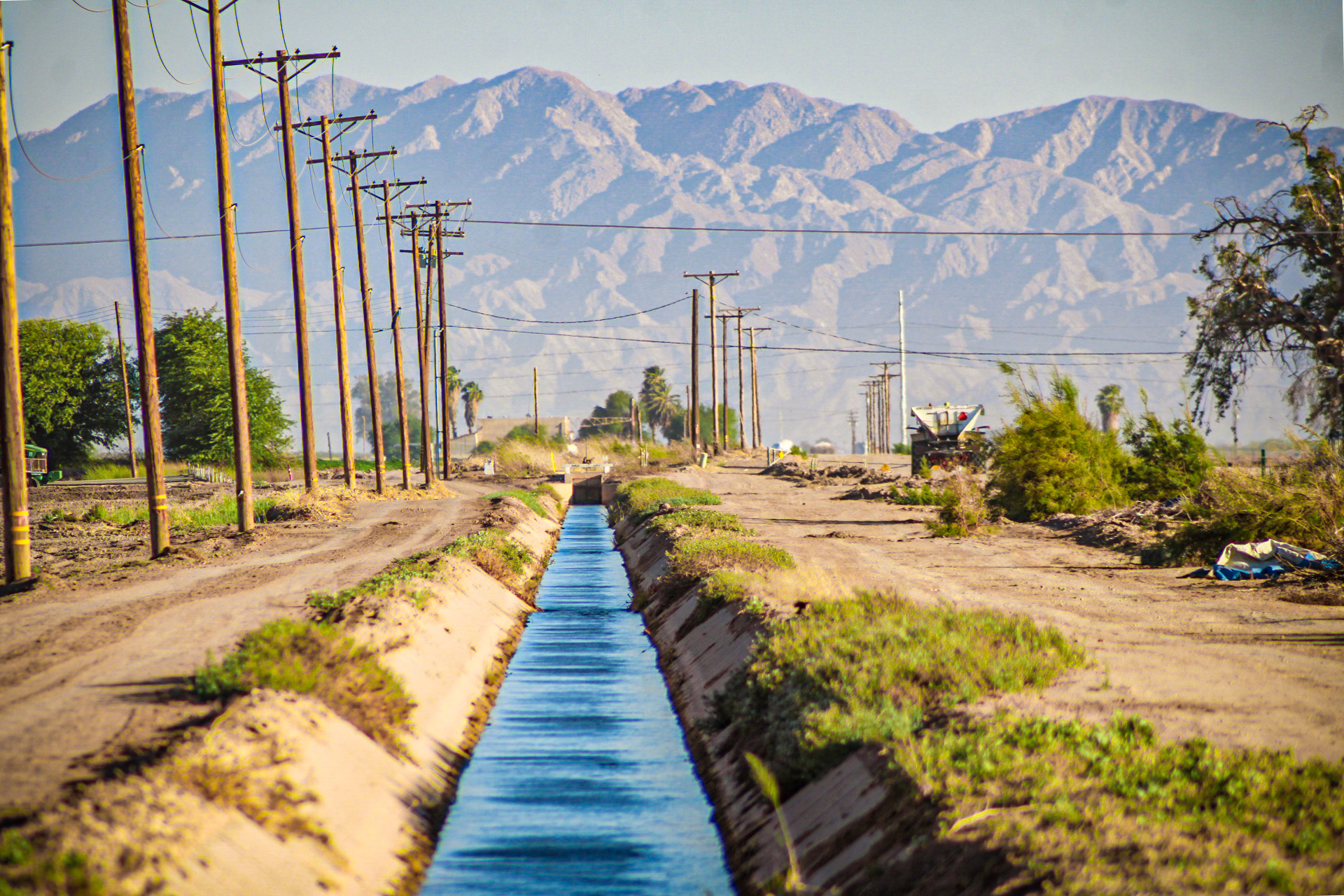
Un canal d'irrigation.
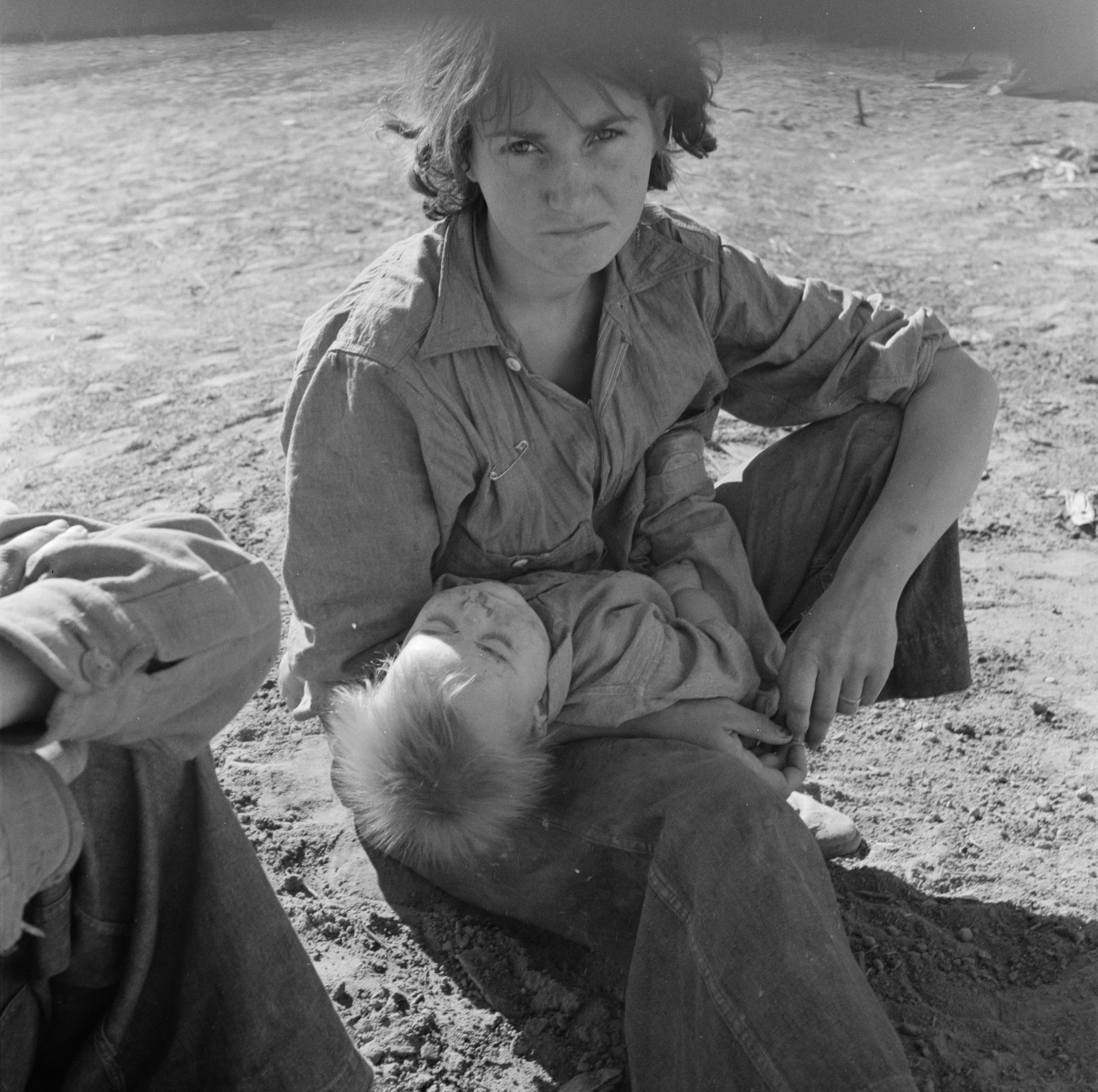
Une migrante d'Oklahoma et son enfant dans la vallée Imperial en pleine Grande Dépression (mars 1937), photographie de Dorothea Lange.